# Tennessee
Tennessee este unul din cele 50 de state ale Statelor Unite ale Americii situat în zona de sud a acestora.  A intrat în Uniune în anul 1796, la 1 iunie, ca cel de-al șaisprezecela stat al acesteia, fiind după Vermont (admis la 4 martie 1791) și respectiv Kentucky (admis la 1 iunie 1792)  cel de-al treilea stat care a lărgit Uniunea rapid, încă în secolul al 18-lea.  Tennessee este cunoscut sub numele de "Volunteer State" ("statul de voluntari"), un nume pe care l-a câștigat în timpul Războiului din 1812, în care soldații voluntari originari din Tennessee au jucat un rol important, dar în special în timpul Bătăliei de la New Orleans.

## Demografie

### 2010
Populația totală a statului în 2010: 6,346,105
Structura rasială în conformitate cu recensământul din 2010:
- 77.6% Albi (4,921,948)
- 16.7% Negri (1,057,315)
- 0.3% Americani Nativi (19,994)
- 1.4% Asiatici (91,242)
- 0.1% Hawaieni Nativi sau locuitori ai Insulelor Pacificului (3,642)
- 1.7% Două sau mai multe rase (110,009)
- 2.2% Altă rasă (141,955)
- 4.6% Hispanici sau Latino (de orice rasă) (290,059)